# Cabo Verde Airlines
Cabo Verde Airlines (IATA: VR, ICAO:TCV) är ett flygbolag i Kap Verde som grundades år 1958 av portugisiska staten som Transportes Aereos de Cabo Verde (TACV) och inledde flygningarna året efter. 
Efter Kap Verdes självständighet år 1975 övertogs flygbolaget av den Kap Verdiska staten. År 1985 började bolaget att flyga till Lissabon och efterhand utökades linjenätet med andra utländska destinationer. I maj 2018 döptes flygbolaget om till Cabo Verde Airlines.
Bolaget slutade flyga inrikes i Kap Verde år 2018 och koncentrerade sig på utrikestrafiken från sin bas på Amílcar Cabrals internationella flygplats. I mars 2019 sålde den Kap Verdiska staten 51 % av flygbolaget till isländska Loftleiðir och isländska investorer, men i juli 2021 köpte staten det tillbaka.

## Flotta
Carbo Verde Airlines har för närvarande (2024) två flygplan; en Boeing 737-700 och en Boeing 737 MAX 8.